# 瓦村
瓦村（法語：Oyes，法語發音：[wa]）是法国马恩省的一个市镇，属于埃佩尔奈区。

## 地理
瓦村（48°48'24"N, 3°47'12"E）面积7.69 平方千米，位于法国大東部大區马恩省，该省份为法国东北部内陆省份，北起阿登省，西北接埃纳省，西南接塞纳-马恩省，南至奥布省，东南接上马恩省，东临默兹省。
与瓦村接壤的市镇（或旧市镇、城区）包括：维勒沃纳尔、蒙德芒-蒙日夫鲁、勒沃、苏瓦济欧布瓦、塔吕圣普里。

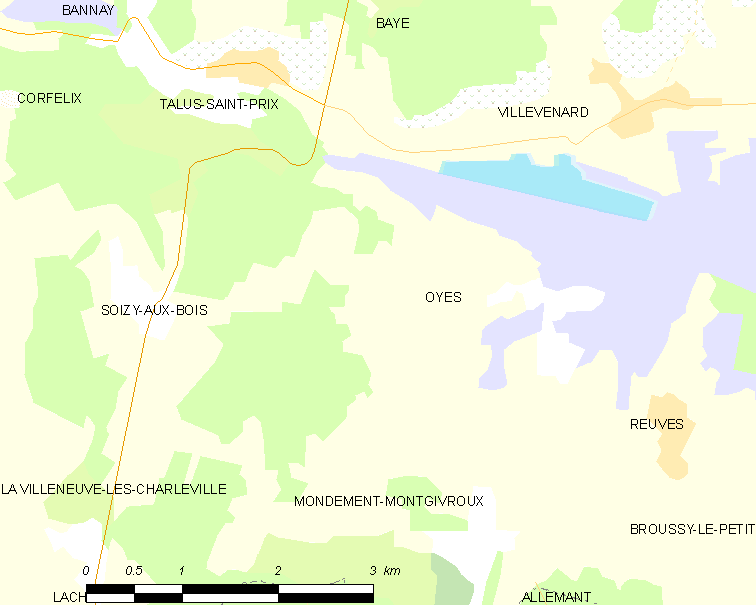
瓦村的OSM定位图

瓦村的时区为UTC+01:00、UTC+02:00（夏令时）。

## 行政
瓦村的邮政编码为51120，INSEE市镇编码为51421。

## 政治
瓦村所属的省级选区为塞扎讷-布里-香槟县。

## 人口

1962-2008年间瓦村人口变化图示

瓦村于2022年1月1日时的人口数量为106人。